# دانيال تشارلز غروز
دانيال تشارلز غروز (بالإنجليزية: Daniel Charles Grose)‏ هو رسام أمريكي، ولد في 1838، وتوفي في 1900.